# Konrad Miller
Konrad Miller, nemški jezuit, pedagog, filozof in teolog, * 7. september 1641, Amberg, † 18. oktober 1696, Neoburg.
Bil je rektor Jezuitskega kolegija v Ljubljani med 13. junijem 1691 in 8. avgustom 1694.
Poučeval je tudi v Gradcu in na Dunaju.